# Московский международный кинофестиваль 1961

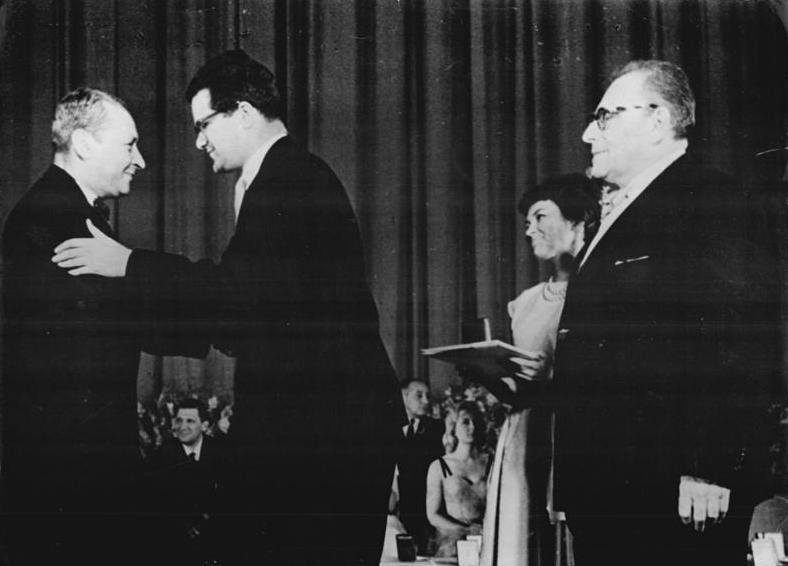
Председатель жюри Сергей Юткевич (крайний слева) поздравляет Конрада Вольфа (второй слева) с вручением Золотого приза за фильм «Профессор Мамлок»

Второй Московский международный кинофестиваль состоялся в 1961 году. Открылся 9 июля.

## Жюри
Председателем жюри был Сергей Юткевич.
В состав жюри входили:
- Чингиз Айтматов — писатель СССР
- Зольтан Варконьи — режиссёр ВНР
- Лукино Висконти — режиссёр Италия
- Сергей Герасимов — режиссёр СССР
- Карел Земан — режиссёр ЧССР
- Мехбуб Хан — режиссёр и продюсер Индия
- Джошуа Логан — режиссёр США
- Леон Муссинак — кинокритик Франция
- Роджер Мэнвелл[англ.] — кинокритик Великобритания
- Франсиско Пинья — кинокритик Мексика
- Валиэддин Юсеф Самих — режиссёр и деятель кино ОАР
- Ежи Тёплиц — историк кино ПНР
- Хуан Гуан — кинокритик КНР
- Михаэль Чесно-Хелль — писатель и сценарист ГДР
- Ливиу Чулей — режиссёр СРР
- Борислав Шаралиев — режиссёр НРБ

## Фильмы-участники
- «Альба Регия» / Alba regia (ВНР, реж. Михай Семеш)
- «Колесо» / Das riesenrad (ФРГ, реж. Геза фон Радваньи)
- «Большой концерт по заявкам» / Das grosse wunschkonzert (Австрия, реж. Артур Мария Рабенальт)
- «Большой улов» / Det store varpet (Норвегия, реж. Нильс Р. Мюллер)
- «Борцы за свободу» / Бесстрашный Имрон (Индонезия, реж. Усмар Исмаил)
- «Вильгельм Телль» / Wilhelm Tell (Швейцария, реж. Мишель Дикофф)
- «Восход солнца в Кампобелло» / Sunrise at Campobello (США, реж. Винсент Донахью)
- «Все мы — дети из деревни Буллербюн» / Alla vi barn i Bullerbyn (Швеция, реж. Улле Хелльбум)
- «Все по домам» / Tutti a casa (Италия-Франция, реж. Луиджи Коменчини)
- «Голый остров» / Хадака-но сима (Япония, реж. Канэто Синдо)
- «Жажда» / «Бурные годы» / Setea (СРР, реж. Мирча Дрэган)
- «Загон» / L’enclos (Франция-СФРЮ, реж. Арман Гатти)
- «Как молоды мы были» / А бяхме млади (НРБ, реж. Бинка Желязкова)
- «Кукули» / Kukuli (Перу, реж. Луис Фигероа, Эулохио Нисияма, Сесар Вильянуэва)
- «Курулубедда» (Цейлон, реж. Л. С. Рамачандран)
- «Луна 14-й ночи» / Чаудхвин ка чанд (Индия, реж. Мухаммед Садик)
- «Моему отцу в Улан-Баторе» / Улаан-баатарт байгаа миний аавд (МНР, реж. Дэжидийн Жигжид)
- «Начало и конец» / Бидая уа нихая (ОАР, реж. Салах Абу Сейф)
- «Небесный отряд» / Nebeskiodred (СФРЮ, реж. Бошко Бошкович, Илия Николич)
- «Огонь на второй линии фронта» / «Огонь на средней линии» / Lửa trung tuyến (ДРВ, реж. Фам Ван Кхоа, Ле Минь Хиен)
- «Последняя зима» / Den sidste vinter (Дания-ФРГ, реж. Франк Данлоп, Анкер Сёренсен, Эдвин Тимрот)
- «Привидения в замке Шпессарт» / Das Spukschloss im Spessart (ФРГ, реж. Курт Хофман)
- «Профессор Мамлок» / Professor Mamlock (ГДР, реж. Конрад Вольф)
- «Процесс над Оскаром Уайльдом» / The trials of Oscar Wilde (Великобритания, реж. Кен Хьюз)
- «Рассказы о революции» / Historias de la revolucion (Куба, реж. Томас Гутьеррес Алеа)
- «Река Туманган» (КНДР, реж. Чен Сан Ин)
- «Сегодня ночью погибнет город» / Dzis w nocy imrze miasto (ПНР, реж. Ян Рыбковский)
- «Семья революционеров» / 革命家庭 (КНР, реж. Шуй Хуа)
- «Скандал в женской гимназии» / Skandaali tyttokoulussa (Финляндия, реж. Эдвин Лайне)
- «Хуана Гальо» / Juana Gallo (Мексика, реж. Мигель Сакариас)
- «Цепи» / «Вилла „Сильва“» / Pouta (ЧССР, реж. Карел Кахиня)
- «Чистое небо» (СССР, реж. Григорий Чухрай)
- «Эта земля — моя» / Esta tierra es mia (Аргентина, реж. Уго дель Карриль)

## Награды
Большой приз
- «Голый остров» (Япония, реж. Канэто Синдо)
- «Чистое небо» (СССР, реж. Григорий Чухрай)

Специальная золотая премия
- «Все по домам» / Tutti a casa (Италия-Франция, реж. Луиджи Коменчини)

Золотые призы
- «Профессор Мамлок» / Professor Mamlock (ГДР, реж. Конрад Вольф)
- «Как молоды мы были» / А бяхме млади (НРБ, реж. Бинка Желязкова)

Серебряные премии
- «Альба Регия» / Alba regia (ВНР, реж. Михай Семеш)
- «Жажда» / «Бурные годы» / Setea (СРР, реж. Мирча Дрэган)
- «Привидения в замке Шпессарт» / Das spukschloss im spessart (ФРГ, реж. Курт Хофман)
- Режиссёр Арман Гатти («Загон» / L’enclos, Франция-СФРЮ)
- Актёр Питер Финч («Процесс над Оскаром Уайльдом» / The trials of Oscar Wilde, Великобритания)
- Актёр Бамбанг Херманто («Борцы за свободу» / «Бесстрашный Имрон», Индонезия)
- Актриса Юй Лань («Семья революционеров» / 革命家庭, КНР)
- Оператор Богуслав Лямбах («Сегодня ночью погибнет город» / Dzis w nocy imrze miasto, ПНР)
- Художник-декоратор Билл Констэбл и художник по костюмам Теренс Морган («Процесс над Оскаром Уайльдом» / The trials of Oscar Wilde, Великобритания)